# Feldstonia nitens
 Feldstonia nitens   P.S.Short, 1989 è una specie di pianta angiosperma dicotiledone della famiglia delle Asteraceae (sottofamiglia Asteroideae, tribù Gnaphalieae e sottotribù Gnaphaliinae).  Feldstonia nitens  è anche l'unica specie del genere  Feldstonia  P.S.Short, 1989.

## Etimologia
Il nome generico (Feldstonia) è un anagramma derivato dal cognome del botanico danese C. E. H. Ostenfeld (1873-1931) che pubblicò numerosi articoli sulla botanica dell'Australia occidentale. L'epiteto specifico (nitens) significa "splendido" e fa riferimento alle brattee involucrali.
Il nome scientifico della specie è stato definito dal botanico Philip Sydney Short (1955-) nella pubblicazione " Muelleria; an Australian Journal of Botany. Melbourne" (Muelleria 7(1): 109) del 1989. Il nome scientifico del genere è stato definito nella stessa pubblicazione.

## Descrizione
Portamento. La specie di questa voce ha un habitus di tipo erbaceo annuale. I cauli di queste piante sono provvisti del floema, ma non di canali resiniferi; mentre i sesquiterpeni lattoni sono normalmente assenti (piante senza lattice).
Fusto. La parte aerea in genere varia da ascendente a decombente, semplice o ramosa. Altezza media: 6 – 30 cm.
Foglie. Le foglie sono disposte in modo opposto alla base, alternato altrove, e sono quasi sempre sessili. La lamina è intera e piatta con forme lineari o oblanceolate; i margini sono continui a volte revoluti (all'apice la lamina è mucronata). La superficie è generalmente glabra. Dimensioni delle foglie: lunghezza 3 – 40 mm; larghezza 0,5 - 2,5 mm.
Infiorescenza. Le sinflorescenze sono composte da 15 - 50 capolini raccolti in dense formazioni e sottese da alcune brattee fogliacee. Le infiorescenze vere e proprie sono formate da un capolino terminale di tipo disciforme. I capolini sono formati da un involucro, con forme obovoidi, composto da 4 - 5 brattee, al cui interno un ricettacolo fa da base ai fiori. Le brattee, glabre o pelose a consistenza cartilaginea e colorate di verde (quelle esterne), sono disposte in modo più o meno embricato su 2 serie e possono essere connate alla base (strati di stereoma indiviso);  talora possono avere un margine ialino. Il ricettacolo è senza pagliette a protezione della base dei fiori; la forma è conica. Lunghezza dell'involucro: 5 – 8 mm (diametro 4 – 14 mm).
Fiori.  I fiori (2 per capolino) sono tetra-ciclici (formati cioè da 4 verticilli: calice – corolla – androceo – gineceo) e pentameri (calice e corolla formati da 5 elementi). Sono inoltre tubulosi, attinomorfi e si distinguono in:
- fiori del disco esterni: sono assenti;
- fiori del disco centrali: sono ermafroditi; la forma è tubulare;

In questo gruppo di piante i fiori radiati (ligulati o del raggio) sono assenti; a volte sono confusi con i fiori femminili (tubulosi) del disco esterno più o meno sub-zigomorfi con un lembo piatto e possono essere interpretati come fiori del raggio.
- Formula fiorale:

*/x K {\displaystyle \infty }, [C (5), A (5)], G 2 (infero), achenio
- Calice: i sepali del calice sono ridotti ad una coroncina di squame.
- Corolla: la forma della corolla normalmente è tubolare con 5 lobi (raramente 4); i lobi hanno una forma deltata o più o meno lanceolata. I colori della corolla sono giallo e varietà.
- Androceo: l'androceo è formato da 5 stami sorretti da filamenti generalmente liberi; gli stami sono connati e formano un manicotto circondante lo stilo; le teche (produttrici del polline) sono prive di sperone, ma hanno la coda (una sola); le appendici apicali delle antere hanno delle forme da ovate a lineari e piatte; il tessuto endoteciale (rivestimento interno dell'antera) è quasi sempre polarizzato (con due superfici distinte: una verso l'esterno e una verso l'interno). Il polline è di tipo echinato (con punte sporgenti) a forma sferica è formato inoltre da due strati di ectesine, mentre lo strato basale è spesso e regolarmente perforato (tipo “gnafaloide”).[8]
- Gineceo: l'ovario è infero uniloculare formato da 2 carpelli. Lo stilo (il recettore del polline) è intero o biforcato con due stigmi nella parte apicale. Gli stigmi hanno una forma variabile da subtroncata a ottusa; possono essere ricoperti da minute papille o avere dei penicilli apicali. Le superfici stigmatiche sono separate.[8]

Frutti. I frutti sono degli acheni con pappo. Gli acheni sono piccoli a forma variabile obovoidale; la superficie può essere ricoperta di tricomi; il pericarpo può essere percorso longitudinalmente da alcuni fasci vascolari. Il pappo è formato da 10 - 15 setole capillari piumose connate in un anello.

## Biologia
Impollinazione: l'impollinazione avviene tramite insetti (impollinazione entomogama tramite farfalle diurne e notturne).

Riproduzione: la fecondazione avviene fondamentalmente tramite l'impollinazione dei fiori (vedi sopra).

Dispersione: i semi (gli acheni) cadendo a terra sono successivamente dispersi soprattutto da insetti tipo formiche (disseminazione mirmecoria). In questo tipo di piante avviene anche un altro tipo di dispersione: zoocoria. Infatti gli uncini delle brattee dell'involucro (se presenti) si agganciano ai peli degli animali di passaggio disperdendo così anche su lunghe distanze i semi della pianta. Inoltre per merito del pappo il vento può trasportare i semi anche a distanza di alcuni chilometri (disseminazione anemocora).

## Distribuzione e habitat
La specie di questa voce è distribuita in Australia.

## Tassonomia
La famiglia di appartenenza di questa voce (Asteraceae o Compositae, nomen conservandum) probabilmente originaria del Sud America, è la più numerosa del mondo vegetale, comprende oltre 23.000 specie distribuite su 1.535 generi, oppure 22.750 specie e 1.530 generi secondo altre fonti (una delle checklist più aggiornata elenca fino a 1.679 generi). La famiglia attualmente (2021) è divisa in 16 sottofamiglie; la sottofamiglia Asteroideae è una di queste e rappresenta l'evoluzione più recente di tutta la famiglia.

### Filogenesi
Il genere della specie di questa voce è descritto nella tribù Gnaphalieae, una delle 21 tribù della sottofamiglia Asteroideae. Da un punto di vista filogenetico, la tribù Gnaphalieae fa parte del supergruppo (o sottofamiglia) "Asteroideae grade"; l'altro è il supergruppo "Non-Asteroideae" contenente il resto delle sottofamiglie delle Asteraceae. All'interno del supergruppo è vicina alle tribù Senecioneae, Calenduleae, Astereae e Anthemideae.
La sottotribù Gnaphaliinae è caratterizzata da portamenti di vario tipo con specie ginomonoiche e monoiche, da foglie con margini interi, da capolini disciformi omogami o eterogami e raramente radiati (o subradiati), dallo stilo con rami troncati e superfici stigmatiche separate apicalmente, da acheni glabri o con tricomi allungati e pappo ridotto.
Il genere  Feldstonia appartiene al gruppo Australasian clade, un gruppo informale monofiletico della sottotribù Gnaphaliinae diviso in quattro sottocladi: Angianthus (specie effimere dell'Australia occidentale), Waitzia (specie perenni dell'Australia orientale), Cassinia (specie con portamento arbustivo) e Euchiton (specie perenni simili a piante lanose e alpine). La specie di questa voce pur appartenendo al clade Australasian, non è incluso in nessun sottoclade specifico..
I caratteri distintivi della specie  Feldstonia nitens  sono:
- le foglie sono prive di ghiandole;
- le setole del pappo sono piumose;
- il pappo è connato alla base.

Il numero cromosomico di queste piante è: 2n = 22.